# Tom Raiani
Tom Raiani, né le 15 avril 2008 à Laval, est un footballeur français qui joue au poste d'arrière gauche au FC Nantes.

## Biographie
Tom Raiani est né à Laval en France, d'un père tunisien également footballeur qui a joué dans l’équipe réserve d’Angers.

### Carrière en club
Raiani commence à jouer à Laval, passant six saisons au Stade lavallois, avant de rejoindre en 2022 le FC Nantes, où il s'illustre d'abord en équipes de jeunes avec le club de championnat de France, se reconvertissant au passage de milieu de terrain à arrière latéral ou piston gauche.
Lors de la saison 2024-25, il s'impose avec les moins de 19 ans nantais, étant un des cadre de l'équipe qui atteignent les demi-finales de la Coupe Gambardella,.

### Carrière en sélection
Tom Raiani est international junior avec l'équipe de France des moins de 17 ans à partir d'octobre 2024,.
Il est convoqué avec l'équipe de France des moins de 17 ans pour participer au Championnat d'Europe des moins de 17 ans qui a lieu en mai et juin 2025,. La France atteint la finale de la compétition après sa victoire face à la Belgique (3-2),.

## Palmarès
France -17 ans
- Championnat d'Europe
  - Finaliste en 2025